# Osla
Osla Stor-Kniv var i den brittiska, keltiska mytologin en saxisk ledargestalt som för fiendens talan. Namnet härstammar möjligen från Hengists sonson Octa av Kent.